# Lac Wessonneau
Pour les articles homonymes, voir Wessonneau.
Le lac Wessonneau est un plan d'eau douce située dans le territoire non organisé du Lac-Normand, dans la municipalité régionale de comté de Mékinac, dans la région administrative de la Mauricie, au Québec, au Canada.
La foresterie et les activités récréo-touristiques sont les activités économiques du secteur. La surface du lac Wessonneau est généralement gelée de novembre à avril.

## Géographie
Formé tout en longueur comme la lettre "L" inversée, le lac Wessonneau s'étend sur 5,3 km presque à l'extrémité nord de la Seigneurie de Batiscan. Il constitue un élargissement de la rivière Wessonneau qui le traverse sur toute sa longueur. Les eaux alimentant la rivière Wessonneau proviennent des Lacs Georgina, "du Fou", Soucis et Tousignant. La rivière Wessonneau constitue l'émissaire du Lac Tousginant. À partir de cette embouchure, la rivière coule vers le sud, puis vers l'est, sur 3,4 km en formant un grand "S" pour se déverser face à une île du lac Wessonneau. Le courant descend alors sur environ 600 m ; puis le lac courbe à 90 degrés vers le nord-est jusqu'à son embouchure. De là, la rivière Wessonneau coule vers le nord-est sur 1,1 km jusqu'à l'embouchure du lac Hart, situé à la limite sud-est du Canton de Polette. Puis la rivière coule sur 0,9 km jusqu'à rencontrer l'embouchure de la décharge du Lac du Portage. La rivière continue sa course vers le nord-est sur 8,0 km jusqu'à l'embouchure de la décharge du Lac Polette, provenant du sud. Le segment suivant est de 4,7 km où la rivière atteint l'embouchure de la rivière Wessonneau-Nord qui provient du nord-ouest. Puis, la rivière descend descend sur 4.85 km en formant quelques grandes courbes jusqu'à l'embouchure de la décharge du ruisseau Bouchard (provenant du nord). Puis la rivière coule vers le sud-est sur 2,25 km jusqu'à la limite du Canton de Polette. Le dernier segment de 2,0 km de la rivière se dirige vers l'est dans le Canton de Turcotte, pour aller se déverser sur la rive ouest de la rivière Saint-Maurice, face au hameau de Rivière-aux-Rats.

## Toponymie
Le toponyme « lac Wessonneau » a été officialisé le 5 décembre 1968 à la Banque des noms de lieux de la Commission de toponymie du Québec.